# 谢忠岩
谢忠岩（1969年5月—），吉林省乾安县人。中国共产党党员。中国科学院长春地理研究所环境科学专业在职研究生学历。中华人民共和国政治人物。

## 生平
历任吉林省放射环境监督站副站长、站长，省环境保护局副局长，共青团吉林省委书记等职。2011年2月出任吉林市委副书记。2018年2月24日，当选为第十三届全国人大代表。2024年11月，转任吉林省高速公路集团有限公司党委书记、董事长。